# Wigan Warriors Rugby League Football Club
Maillots
Les Wigan Warriors sont un club professionnel anglais de rugby à XIII basé à Wigan dans le Grand Manchester. Ils évoluent dans la Super League qui est le championnat élite d'Europe (regroupant des clubs anglais, français et gallois). Ils ont remporté à vingt reprises le championnat, à dix-huit reprises la Challenge Cup et à cinq reprises le World Club Challenge, ce qui fait d'eux l'une des équipes les plus victorieuses de l'histoire du rugby à XIII.
Ce club est considéré comme le club le « plus prestigieux », le « plus récompensé » des clubs anglais et, a été très longtemps  « la représentation la plus fidèle et extraordinaire du style anglais avec ce qu'il comporte de brio et de rigueur ».

## Histoire
Le club est fondé en 1865 en tant que club de rugby (qui devient plus tard le rugby à XV) puis participe à la fondation de la Northern Rugby Football Union (qui prend le nom plus tard de la « Rugby Football League ») en 1895 qui est à l'origine directe de la naissance du rugby à XIII. Le club est sélectionné pour intégrer la saison inaugurale de la Super League en 1996, compétition qu'il n'a plus quittée depuis. Il évolue au DW Stadium, doté d'une capacité de 25135 places, le partageant avec le club de football de Wigan AFC.
La finale de la Challenge Cup de 1948,  que dispute et remporte le club face à Bradford,  est la première retransmise à la télévision britannique de l'Histoire de la BBC.
Le club est également le premier club britannique de rugby à XIII de l'Histoire à fouler la pelouse du Camp Nou à Barcelone, à l'occasion d'un match de Super league qui l'oppose aux Dragons catalans en 2019.

## Palmarès
| World Club Challenge                                                                         | Super League (précédemment RFL Championship) | Challenge Cup |
| -------------------------------------------------------------------------------------------- | --- | --- |
| - Champion (5) : 1987, 1991, 1994, 2017 et 2024. - Finaliste (4) : 1992, 2011, 2014 et 2019. | - Champion (24) : 1909, 1922, 1926, 1934, 1946, 1947, 1950, 1952, 1960, 1987, 1990, 1991, 1992, 1993, 1994, 1995, 1996, 1998, 2010, 2013, 2016, 2018, 2023 et 2024. - Finaliste (17) : 1910, 1911, 1912, 1913, 1924, 1964, 1971, 1975, 1986, 1989, 1996, 2000, 2001, 2003, 2014, 2015 et 2020. | - Vainqueur (20) : 1924, 1929, 1948, 1951, 1958, 1959, 1965, 1985, 1988, 1989, 1990, 1991, 1992, 1993, 1994, 1995, 2002, 2011, 2013 et 2022. - Finaliste (12) : 1911, 1920, 1944, 1946, 1961, 1963, 1966, 1970, 1984, 1998, 2004 et 2017. |

## Joueurs notables
Plusieurs joueurs de Wigan ont été nommés dans l'équipe type de la Super League : Gary Connolly en 1996, 1998 et 1999, Jason Robinson en 1996, 1997, 1998, 1999 et 2000, Va'aiga Tuigamala en 1996, Henry Paul en 1996, Terry O'Connor en 1996, 2000, 2001 et 2002, Andy Farrell en 1996, 1997, 1998, 2000, 2001, 2003 et 2004, Tony Smith en 1997, Tony Mestrov en 1997 et 1998, Kris Radlinski en 1998, 1999, 2000, 2001 et 2002, Robbie McCormack en 1998, Steve Renouf en 2000 et 2001, Denis Betts en 2000, Brett Dallas en 2001, Adrian Lam en 2001, 2002 et 2003, David Furner en 2001, Brian Carney en 2003, Craig Smith en 2003, Terry Newton en 2003, Stuart Fielden en 2006, Trent Barrett en 2007, George Carmont en 2008, 2011 et 2012, Sam Tomkins en 2009, 2010, 2011, 2012 et 2013, Pat Richards en 2010, Joel Tomkins en 2010, Sean O'Loughlin en 2010, 2011, 2012, 2013, 2014, 2017 et 2018, Josh Charnley en 2012 et 2013, Brett Finch en 2012, Gareth Hock en 2012, Matty Smith en 2013 et 2014, Joe Burgess en 2015, Liam Farrell en 2015, 2020 et 2021, Dominic Manfredi en 2014, John Bateman en 2018, Bevan French en 2020.
Neuf joueurs ont remporté le Man of Steel : George Fairbairn en 1980, Ellery Hanley en 1987 et 1989, Shaun Edwards en 1990, Dean Bell en 1992, Andy Platt en 1993, Denis Betts en 1995, Andy Farrell en 1996 et 2004, Pat Richards en 2010 et Sam Tomkins en 2012. Dix joueurs ont remporté le Harry Sunderland Trophy : Bill Ashurst en 1971, Joe Lydon en 1987, Andy Platt en 1992, Sam Panapa en 1994, Kris Radlinski en 1995, Andy Farrell en 1996 et 1977, Jason Robinson en 1998, Thomas Leuluai en 2010, Blake Green en 2013 et Liam Farrell en 2016.

## Bilan du club toutes saisons et toutes compétitions confondues
| Année       | Année       | Saison régulière Super League | Saison régulière Super League | Saison régulière Super League | Saison régulière Super League | Saison régulière Super League | Saison régulière Super League | Saison régulière Super League | Saison régulière Super League | Phase finale Super League | Phase finale Super League | Phase finale Super League | Phase finale Super League | Phase finale Super League | Phase finale Super League | Phase finale Super League | Challenge Cup      |
| Année       | Année       | Class.                        | Points                        | MJ                            | V.                            | N.                            | D.                            | Pp.                           | Pc.                           | Perf.                     | MJ                        | V.                        | N.                        | D.                        | Pp.                       | Pc.                       | Performance        |
| Saison 1996 | Saison 1996 | 2e                            | 39                            | 22                            | 19                            | 1                             | 2                             | 902                           | 326                           | pas de phase finale       | pas de phase finale       | pas de phase finale       | pas de phase finale       | pas de phase finale       | pas de phase finale       | pas de phase finale       | 5e tour            |
| Saison 1997 | Saison 1997 | 4e                            | 28                            | 22                            | 14                            | 0                             | 8                             | 683                           | 398                           | pas de phase finale       | pas de phase finale       | pas de phase finale       | pas de phase finale       | pas de phase finale       | pas de phase finale       | pas de phase finale       | Seizième de finale |
| Saison 1998 | Saison 1998 | 1er                           | 42                            | 23                            | 21                            | 0                             | 2                             | 762                           | 222                           | Champion                  | 2                         | 2                         | 0                         | 0                         | 27                        | 8                         | Finaliste          |
| Saison 1999 | Saison 1999 | 4e                            | 43                            | 30                            | 21                            | 1                             | 8                             | 877                           | 390                           | 1er tour                  | 1                         | 0                         | 0                         | 1                         | 10                        | 14                        | Seizième de finale |
| Saison 2000 | Saison 2000 | 1er                           | 49                            | 28                            | 24                            | 1                             | 3                             | 960                           | 405                           | Finaliste                 | 3                         | 2                         | 0                         | 1                         | 72                        | 95                        | Quart de finale    |
| Saison 2001 | Saison 2001 | 2e                            | 45                            | 28                            | 22                            | 1                             | 5                             | 989                           | 494                           | Finaliste                 | 4                         | 2                         | 0                         | 2                         | 95                        | 95                        | Seizième de finale |
| Saison 2002 | Saison 2002 | 3e                            | 39                            | 28                            | 19                            | 1                             | 8                             | 817                           | 475                           | Demi-finale               | 3                         | 2                         | 0                         | 1                         | 75                        | 56                        | Vainqueur          |
| Saison 2003 | Saison 2003 | 3e                            | 40                            | 28                            | 19                            | 2                             | 7                             | 776                           | 512                           | Finaliste                 | 4                         | 3                         | 0                         | 1                         | 100                       | 83                        | Demi-finale        |
| Saison 2004 | Saison 2004 | 4e                            | 38                            | 28                            | 17                            | 4                             | 7                             | 736                           | 558                           | Demi-finale               | 3                         | 2                         | 0                         | 1                         | 48                        | 66                        | Finaliste          |
| Saison 2005 | Saison 2005 | 7e                            | 28                            | 28                            | 14                            | 0                             | 14                            | 698                           | 718                           | Non qualifié              | -                         | -                         | -                         | -                         | -                         | -                         | Quart de finale    |
| Saison 2006 | Saison 2006 | 8e                            | 22                            | 28                            | 12                            | 0                             | 16                            | 644                           | 715                           | Non qualifié              | -                         | -                         | -                         | -                         | -                         | -                         | Huitième de finale |
| Saison 2007 | Saison 2007 | 6e                            | 27                            | 27                            | 15                            | 1                             | 11                            | 621                           | 527                           | Demi-finale               | 3                         | 2                         | 0                         | 1                         | 58                        | 84                        | Demi-finale        |
| Saison 2008 | Saison 2008 | 4e                            | 29                            | 27                            | 13                            | 3                             | 11                            | 648                           | 698                           | Demi-finale               | 3                         | 2                         | 0                         | 1                         | 94                        | 58                        | Quart de finale    |
| Saison 2009 | Saison 2009 | 6e                            | 30                            | 27                            | 15                            | 0                             | 12                            | 659                           | 551                           | Demi-finale               | 3                         | 2                         | 0                         | 1                         | 58                        | 42                        | Demi-finale        |
| Saison 2010 | Saison 2010 | 1er                           | 44                            | 27                            | 22                            | 0                             | 5                             | 922                           | 411                           | Champion                  | 4                         | 3                         | 0                         | 1                         | 116                       | 77                        | Quart de finale    |
| Saison 2011 | Saison 2011 | 2e                            | 43                            | 27                            | 20                            | 3                             | 4                             | 852                           | 432                           | Demi-finale               | 3                         | 1                         | 0                         | 2                         | 80                        | 52                        | Vainqueur          |
| Saison 2012 | Saison 2012 | 1er                           | 42                            | 27                            | 21                            | 0                             | 6                             | 994                           | 449                           | Demi-finale               | 2                         | 1                         | 0                         | 1                         | 58                        | 19                        | Demi-finale        |
| Saison 2013 | Saison 2013 | 4e                            | 35                            | 27                            | 17                            | 1                             | 9                             | 816                           | 460                           | Champion                  | 3                         | 3                         | 0                         | 0                         | 74                        | 36                        | Vainqueur          |
| Saison 2014 | Saison 2014 | 2e                            | 37                            | 27                            | 18                            | 1                             | 8                             | 834                           | 429                           | Finaliste                 | 3                         | 2                         | 0                         | 1                         | 79                        | 30                        | Quart de finale    |
| Saison 2015 | Saison 2015 | 2e                            | 41                            | 30                            | 20                            | 1                             | 9                             | 798                           | 530                           | Finaliste                 | 2                         | 1                         | 0                         | 1                         | 52                        | 30                        | Huitième de finale |
| Saison 2016 | Saison 2016 | 2e                            | 42                            | 30                            | 21                            | 0                             | 9                             | 669                           | 560                           | Champion                  | 2                         | 2                         | 0                         | 0                         | 40                        | 24                        | Demi-finale        |
| Saison 2017 | Saison 2017 | 6e                            | 31                            | 30                            | 14                            | 3                             | 13                            | 691                           | 668                           | Non qualifié              | -                         | -                         | -                         | -                         | -                         | -                         | Finaliste          |
| Saison 2018 | Saison 2018 | 2e                            | 46                            | 30                            | 23                            | 0                             | 7                             | 740                           | 417                           | Champion                  | 2                         | 2                         | 0                         | 0                         | 26                        | 4                         | Quart de finale    |
| Saison 2019 | Saison 2019 | 2e                            | 36                            | 29                            | 18                            | 0                             | 11                            | 699                           | 539                           | Finale préliminaire       | 3                         | 2                         | 0                         | 1                         | 32                        | 80                        | Huitième de finale |
| Saison 2020 | Saison 2020 | 1er                           | 26                            | 17                            | 13                            | 0                             | 4                             | 408                           | 278                           | Finaliste                 | 2                         | 1                         | 0                         | 1                         | 33                        | 10                        | Demi-finale        |
| Saison 2021 | Saison 2021 | 4e                            | 30                            | 25                            | 15                            | 0                             | 10                            | 387                           | 385                           | 1er tour                  | 1                         | 0                         | 0                         | 1                         | 0                         | 8                         | Quart de finale    |
| Saison 2022 | Saison 2022 | 2e                            | 38                            | 27                            | 19                            | 0                             | 8                             | 818                           | 483                           | Finale préliminaire       | 1                         | 0                         | 0                         | 1                         | 8                         | 20                        | Vainqueur          |
| Saison 2023 | Saison 2023 | 1er                           | 40                            | 27                            | 20                            | 0                             | 7                             | 722                           | 360                           | Champion                  | 2                         | 2                         | 0                         | 0                         | 52                        | 14                        | Demi-finale        |
| Saison 2024 | Saison 2024 | 1er                           | 44                            | 27                            | 22                            | 0                             | 5                             | 723                           | 338                           | Champion                  | 2                         | 2                         | 0                         | 0                         | 47                        | 2                         | Vainqueur          |
| Saison 2025 | Saison 2025 | -                             | -                             |                               |                               |                               |                               |                               |                               | -                         | -                         | -                         | -                         | -                         | -                         | -                         | Huitième de finale |